# یواس‌ان‌اس رابرت دی کنراد (تی-ای‌جی‌اوآر-۳)
یواس‌ان‌اس رابرت دی کنراد (تی-ای‌جی‌اوآر-۳) (به انگلیسی: USNS Robert D. Conrad (T-AGOR-3)) یک کشتی بود که طول آن 209' بود. این کشتی در سال ۱۹۶۲ ساخته شد.